# Theocris saga
Theocris saga là một loài bọ cánh cứng trong họ Cerambycidae.